# Cryptic Studios
Cryptic Studios és una empresa de videojocs de Los Gatos, Califòrnia, se centra en el mercat dels jocs de rol massius.

## Història
La companyia va ser creada el juny del 2000 per Michael Lewis i Rick Dakan.
El 2000, Lewis va vendre la seva empresa, Stellar Semiconductor, Inc, a Broadcom Corporation. Amb el suport financer de Lewis i l'experiència de Rogers, el grup fundà Cryptic Studios. L'escriptor de videojocs de rol Jack Emmert es va unir a l'equip per ajudar en el procés creatiu.
El 9 de desembre de 2008, Atari va fer pública la notícia de la seva adquisició de Cryptic Studios.

## Jocs amb més èxit
- City of Heroes
- City of Villans
- Star Trek Online
- Champions Online